# Ross Hassig
Ross Hassig (né le 12 décembre 1945) est un historien mésoaméricaniste américain spécialiste de la civilisation aztèque, et plus particulièrement de l'histoire militaire aztèque, principalement connu pour son ouvrage Aztec Warfare publié en 1988. Il est notamment l'auteur d'une théorie largement diffusée sur l'interprétation de la guerre fleurie aztèque comme une démonstration de supériorité technique militaire fondamentalement différente des guerres ordinaires bien qu'ayant acquis une valeur plus stratégique peu avant l'arrivée des Espagnols, ce qui constitue une double hypothèse différente de l'interprétation plus classique d'une guerre visant principalement à récolter des prisonniers à sacrifier aux dieux,.

## Publications
- (en) Ross Hassig, Trade, Tribute, and Transportation: The Sixteenth-Century Political Economy of the Valley of Mexico, University of Oklahoma Press, coll. « Civilization of the American Indian series, no. 171 », 1985, xvi, 364 pp (ISBN 0-8061-1911-X, OCLC 11469622)
- (en) Ross Hassig, Aztec Warfare: Imperial Expansion and Political Control, University of Oklahoma Press, coll. « Civilization of the American Indian series, no. 188 », 1988, xx, 404 pp (ISBN 0-8061-2121-1, OCLC 17106411)
- (en) Ross Hassig, War and Society in Ancient Mesoamerica, University of California Press, 1992, x, 337 pp (ISBN 0-520-07734-2, OCLC 25007991)
- (en) Ross Hassig, Mexico and the Spanish Conquest, Longman, 1994, ix, 206 pp (ISBN 0-582-06828-2, OCLC 27172332)
- (en) Ross Hassig, Time, History, and Belief in Aztec and Colonial Mexico, University of Texas Press, 2001, xv, 220 pp (ISBN 0-292-73139-6, OCLC 44167649)
- (en) Ross Hassig, Mexico and the Spanish Conquest, University of Oklahoma Press, 2006, xvii, 261 pp (ISBN 978-0-8061-3793-3, OCLC 64594483)

En tant que directeur d'ouvrage :
- (en) Ross Hassig (dir.) et Ronald Spores (dir.), Five Centuries of Law and Politics in Central Mexico, Vanderbilt University, coll. « Vanderbilt University publications in anthropology, no. 30 », 1984, 286 pp. (ISBN 0-935462-21-X, OCLC 11047747, lire en ligne)

En tant que contributeur à un ouvrage :
- (en) Ross Hassig, « Peace, Reconciliation, and Alliance in Aztec Mexico », dans War and Peace in the Ancient World, Blackwell Publishing, coll. « The Ancient World: Comparative Histories series », 2007, 279–298 p. (DOI 10.1002/9780470774083.ch18)